# Chemin de fer Lubumbashi-Ilebo
La ligne de chemin de fer Lubumbashi-Ilebo est une ligne de chemin de fer en République démocratique du Congo entre la gare de Lubumbashi, dans le Haut-Katanga, et Ilebo. Sa longueur est de 1 578 km et elle est exploitée par la Société nationale des chemins de fer du Congo (SNCC).

## Histoire
La Compagnie du chemin de fer du bas-Congo au Katanga  (B.C.K.) est créée le 31 octobre 1906 par la volonté du roi de l’État indépendant du Congo, Léopold II de pouvoir exploiter les gisements miniers du Katanga en les reliant au sud aux ports sud-africain et  à l’ouest à Matadi dans le Bas-Congo et à Lobito en Angola. 
En 1918, la voie entre Sakania et Bukama est ouverte ce qui permet d’une part l’accès du Katanga à l’océan Indien et d’autre part à l’océan Atlantique par les biefs navigables du fleuve Congo.
En 1928, le second tronçon est inauguré entre Bukama et Ilebo sur la rivière Kasaï. Le tronçon entre Ilebo et Kinshasa permettant de relier Ilebo à la ligne Matadi-Kinshasa est toujours à l’état de projet.
L’électrification a débuté en 1952. les premiers tronçons à être dotés de caténaires furent les 35,1 km entre Likasi et Mulungwishi le 19 octobre 1952 ainsi que les 28,8 km reliant Fungurume à Tenke et les 4,1 km entre Likasi et la mine de cuivre de Shituru.
Le 12 juillet 1956, le tronçon de 132,1 km entre Lubumbashi et Likasi est adapté à la traction électrique puis les 95,3 km Lubudi–Luena le 24 août 1959.
Après l’indépendance, Luena–Kabondo-Dianda est électrifié en mai 1969. En 1970, l’électrification atteint Kamina avec le tronçon Kabondo-Dianda–Kamina ouvert en mai.

## Paramètres techniques
L’écartement est au standard africain de 1,067 m avec des rails à l’origine de 29,3 kg ou de 40 kg au mètre courant sur traverse métallique. 
L’électrification s’est faite avec une tension de 25 000 volts pour une fréquence de 50 Hz. 